# Чемпіонат України з футзалу серед жінок 1997—1998
Чемпіонат України з футзалу серед жінок 1997—1998 — четвертий чемпіонат України, в якому переможцем стала полтавська «Ніка-Університет» під керівництвом С. Г. Ягодкіна. У другій половині 1997 року за рішенням Виконкому ФФУ жіночий футзал підпорядкували комітету жіночого футболу, який очолював Качкаров С. Г. Головою комісії став пан Агасімов.

## Учасники
Порівняно з попереднім чемпіонатом команд стало менше, а саме 7. Крім північної і східної, також була представлена і західна Україна.
| - «Біличанка» (смт. Коцюбинське, Київська область) - «Кооператор» (Львів) - «Львів'янка» (Львів) - «Мінора» (Черкаси) | - «Ніка-Університет» (Полтава) - «Уніспорт-Оболонь» (Київ) - «Харків'янка» (Харків) |

## Регіональний розподіл
| Регіон             | Кіл-ть команд | Команди                |
| ------------------ | ------------- | ---------------------- |
| Львівська область  | 2             | Львів'янка, Кооператор |
| Київ               | 1             | Уніспорт-Оболонь       |
| Київська область   | 1             | Біличанка              |
| Полтавська область | 1             | Ніка-Університет       |
| Харківська область | 1             | Харків'янка            |
| Черкаська область  | 1             | Мінора                 |

## Підсумкова таблиця
| М | Команда                    |
| - | -------------------------- |
| 1 | «Ніка-Університет» Полтава |
| 2 | «Уніспорт-Оболонь» Київ    |
| 3 | «Львів'янка» Львів         |
| 4 | «Мінора» Черкаси           |
| 5 | «Біличанка» Коцюбинське    |
| 6 | «Харків'янка» Харків       |
| 7 | «Кооператор» Львів         |